# Biblioteca del Seminario diocesano di Concordia-Pordenone
La Biblioteca del Seminario diocesano di Concordia-Pordenone è una storica biblioteca pordenonese, che ha avuto origine a metà del XVIII secolo all'interno del seminario vescovile della diocesi di Concordia (dal 1971 diocesi di Concordia-Pordenone), all'epoca situato a Portogruaro, nell'edificio che attualmente ospita il Collegio Marconi, trasferitasi a Pordenone dopo la prima guerra mondiale.

## Storia
Convenzionalmente si data la nascita del seminario, avvenuta dopo alcuni tentativi falliti causa carenze finanziarie, al 1704 per volontà del vescovo Paolo Vallaresso, piuttosto tardi rispetto al decreto tridentino del 1563 che ne prescriveva l'istituzione. Entro la prima metà del Settecento si può attestare l'esistenza di una Libraria a servizio del corpo docente, testimoniata anche dal riferimento nelle Costituzioni del seminario, redatte dal vescovo Giacomo Maria Erizzo proprio in quel giro di anni, alla figura di un bibliotecario (o, più precisamente, «custode») coincidente col «rettore d’economia». Il patrimonio della biblioteca dovette incrementarsi, nel corso del XVIII secolo, soprattutto grazie a legati di benefattori.
Nel breve volgere di alcuni anni, comunque, pare che il patrimonio librario aumenti velocemente se Giovanni Roder nel 1844 (data a cui risale anche la sistemazione della nuova scaffalatura, commissionata da mons. Andrea Comparetti, nipote dell'omonimo medico e scienziato) può affermare che questo comprenda «presentemente 8000 volumi», dato compatibile con un secondo catalogo manoscritto risalente proprio a quegli anni. Nel frattempo ad arricchire la Libraria, oltre alle collezioni di alcuni monasteri e conventi veneziani soppressi dall'amministrazione napoleonica, arriva anche parte della biblioteca del vescovo Carlo Fontanini (1766-1848), pronipote del presule ancirano Giusto e bibliofilo al pari di quello. Sarebbe dovuta confluire integralmente alla Biblioteca Guarneriana, ma la continua insistenza di un canonico persuase il vescovo a modificare il proprio testamento in modo che al seminario fossero destinati almeno i libri doppi.
La fine della prima guerra mondiale segna il passaggio del seminario da Portogruaro a Pordenone. La biblioteca, per oggettive difficoltà logistiche, rimane ancora diversi anni a Portogruaro e anche quando con fatica viene ricongiunta alla nuova sede nella città sul Noncello le difficoltà gestionali permangono, tanto che nell'anno scolastico 1950/51, come risulta da una relazione inviata alla Sacra Congregazione dei Seminari, ancora «gli alunni non possono accedere liberamente alla Biblioteca» stante la disorganizzazione di questa, la mancanza di spazi idonei nonché di cataloghi. Un passo indietro rispetto a quanto avveniva a Portogruaro un secolo prima: nel 1860, si era istituita in seno al seminario una “biblioteca circolante” rivolta principalmente agli scolari, che potevano associarsi con 2 lire il primo anno, 1 lira e 50 i successivi, ma anche a tutta la cittadinanza. 
Dopo una prima sistemazione, avviata da mons. Pietro Martina e continuata da mons. Pietro Nonis, l'organizzazione sistematica del patrimonio librario ebbe luogo solamente negli anni Sessanta, ma il violento terremoto del 1976 vanificò gli sforzi per cui si dovette procedere alla ristrutturazione dei locali e al riordino del materiale. Nel 1983, per merito dell'allora direttore, don Antonio Ornella, la biblioteca venne finalmente aperta al pubblico. Era una biblioteca all'avanguardia, che fra le prime in regione Friuli Venezia Giulia si dotò poco dopo di una strumentazione elettronica per la catalogazione.
Alla prematura scomparsa di don Ornella nel 1987, fecero seguito i preparativi per un nuovo trasloco della biblioteca, questa volta presso il Centro diocesano di attività pastorali, recentemente eretto su progetto di Othmar Barth per accogliere, oltre agli uffici di curia, un polo culturale “satellite”. Qui la biblioteca riaprì al pubblico nel 1992, condividendo sinergicamente spazi e competenze col museo d’arte sacra e l'archivio storico. Buone competenze ma spazi inadeguati a contenere anche i fondi librari antichi comprendenti oltre 34.000 volumi, che rimasero perciò in seminario. In pochi anni, gli spazi si resero insufficienti anche per la sezione moderna: da qui nacque il progetto di restaurare l'ala originariamente destinata al ginnasio e ormai da molti anni inutilizzata, per consentire di raccogliere e mettere a disposizione dell'utenza l'intero patrimonio bibliografico.
Dopo circa quattro mesi di chiusura durante l'estate 2016, necessari al trasloco dell'ingente patrimonio bibliografico, la biblioteca ha riaperto al pubblico nel settembre dello stesso, nella nuova sede del seminario diocesano. Questa è stata ricavata previa ristrutturazione dell'ala ovest del complesso seminariale, eretta nel 1937 (su progetto, poi modificato, di Domenico Rupolo) e destinata originariamente al ginnasio. I nuovi spazi, sviluppandosi su tre piani, hanno consentito la riunificazione dei fondi librari, moderno e antico, finora separati per insufficiente capienza dell'ex sede nel Centro pastorale.

## Patrimonio
Oggi la biblioteca conta oltre 140.000 volumi, comprendendo 41 incunaboli (il più antico dei quali è il De arte metrica di Ognibene Bonisoli stampato a Venezia attorno 1471), da oltre 1500 cinquecentine, da più di 1200 edizioni del sec. XVII e da alcune migliaia del sec. XVIII.
Fra i lasciti storici più consistenti si ricordano i fondi Paolo Bevilacqua (1713 ca.-1800), Carlo Fontanini (1766-1848), Ludovico Pelleatti (1778-1825), Francesco Rizzolati (1785-1864), il fondo dei Cappuccini di Pordenone, ai quali si aggiungono quelli novecenteschi dei fratelli Celso e Giovanni Costantini, Giovanni Tullio-Altan e Pio Della Valentina.